# Ecnomus gerus
Ecnomus gerus är en nattsländeart som beskrevs av Martin E. Mosely 1936. Ecnomus gerus ingår i släktet Ecnomus och familjen trattnattsländor. Inga underarter finns listade i Catalogue of Life.